# Chiesa di Santa Caterina (Mantova)
La chiesa di Santa Caterina è un edificio religioso di Mantova, situato in corso Garibaldi, 74.

## Storia e descrizione
Di origini medievali, venne edificata a navata unica nel 1329 per volontà di Ludovico I Gonzaga, signore di Mantova e rifatta a metà del XVIII secolo.
La facciata, di forma concava, conserva nelle due nicchie le statue della Carità e della Speranza. 
All'interno si trova la statua di Santa Caterina d'Alessandria, del XIV secolo e nell'abside un affresco del XV secolo della Madonna dell'Aiuto.